# Хайме Мата
Хайме Мата (ісп. Jaime Mata, нар. 24 жовтня 1988, Мадрид) — іспанський футболіст, нападник клубу «Хетафе».
Виступав, зокрема, за клуби «Галактіко Пегазо» та «Реал Вальядолід», а також національну збірну Іспанії.

## Клубна кар'єра
Народився 24 жовтня 1988 року в місті Мадрид. Вихованець юнацьких команд футбольних клубів «Трес Кантос» та «Галактіко Пегазо».
У дорослому футболі з 2008 по 2010 перебував на контракті в клубі «Галактіко Пегазо».
До складу «Райо Вальєкано Б» приєднався 2010 року. Відіграв за команду наступний сезон своєї ігрової кар'єри. Більшість часу, проведеного у складі У складі, був основним гравцем атакувальної ланки команди. У складі був одним з головних бомбардирів команди, маючи середню результативність на рівні 0,4 голу за гру першості.
2010 року уклав контракт з клубом «Сокуельямос», у складі якого провів один сезон своєї кар'єри гравця. В новому клубі був серед найкращих голеодорів, відзначаючись забитим голом в середньому щонайменше у кожній третій грі чемпіонату.
З 2010 року один сезон захищав кольори команди клубу «Мостолес» на правах оренди. Граючи у складі також здебільшого виходив на поле в основному складі команди. І в цій команді продовжував регулярно забивати, в середньому 0,68 рази за кожен матч чемпіонату.
З 2011 року знову, цього разу один сезон захищав кольори команди клубу «Райо Вальєкано Б». Тренерським штабом клубу також розглядався як гравець «основи».
З 2012 року два сезони захищав кольори команди клубу «Льєйда». Тренерським штабом нового клубу також розглядався як гравець «основи». І в цій команді продовжував регулярно забивати, в середньому 0,4 рази за кожен матч чемпіонату.
З 2014 року два сезони захищав кольори команди клубу «Жирона». Тренерським штабом нового клубу також розглядався як гравець «основи».
З 2016 року два сезони захищав кольори команди клубу «Реал Вальядолід». Тренерським штабом нового клубу також розглядався як гравець «основи». І в цій команді продовжував регулярно забивати, в середньому 0,57 рази за кожен матч чемпіонату.
До складу клубу «Хетафе» приєднався 2018 року. Станом на 25 травня 2019 року відіграв за клуб з Хетафе 34 матчі в національному чемпіонаті.

## Виступи за збірну
2019 року дебютував в офіційних матчах у складі національної збірної Іспанії.
| Дата      | Місто    | Господарі | Результат | Гості    | Турнір            | Голи | Примітки |
| --------- | -------- | --------- | --------- | -------- | ----------------- | ---- | -------- |
| 23-3-2019 | Валенсія | Іспанія   | 2 – 1     | Норвегія | Відбір до ЧЄ 2020 | -    | 89'      |
| Усього    |          | Матчів    | 1         |          | Голів             | 0    |          |